# 東串良町
東串良町（日语：／ Higashikushira chō */?）是位于日本鹿兒島縣大隅半島東部肝屬平原上的一個城鎮，臨志布志灣，屬肝屬郡。

## 歷史
東串良町在廢藩置縣之前屬於串良鄉，串良鄉在實施町村制後被分為西串良村和東串良村，東串良村便是今天的東串良町。

### 年表
- 1889年4月1日：實施町村制，設置東串良村。
- 1932年10月1日：改制為東串良町。[2]

## 觀光景點
- 唐仁古墳群：國指定史跡

## 外部連結
- （日語） 東串良町商工會 （页面存档备份，存于）